# Eliot Vassamillet
Eliot Vassamillet, noto anche con lo pseudonimo di Eliot (Mons, 29 dicembre 2000), è un cantante belga.
Ha rappresentato il Belgio all'Eurovision Song Contest 2019 con il brano Wake Up, non riuscendo a qualificarsi per la serata finale.

## Biografia
Nel 2018 Eliot ha fatto il suo debutto nel mondo dello spettacolo partecipando al talent show The Voice Belgique. È stato eliminato nella fase delle serate dal vivo.
Il 14 gennaio 2019 è stato confermato che l'ente radiotelevisivo della Vallonia RTBF l'ha selezionato come rappresentante belga per l'Eurovision Song Contest 2019 a Tel Aviv. Per la composizione del suo pezzo sarà coadiuvato da Pierre Dumoulin, l'autore di City Lights di Blanche, che nel 2017 ha regalato al Belgio un 4º posto. La sua canzone, Wake Up, è stata presentata il 28 febbraio successivo. A Tel Aviv è esibito nella prima semifinale del 14 maggio, ma non si è qualificato per la finale, piazzandosi 13º su 17 partecipanti con 70 punti totalizzati, di cui 20 dal televoto e 50 dalle giurie.

## Discografia

### Singoli
- 2019 – Wake Up
- 2021 – Find a Way
- 2022 – Sad (Run)
- 2022 – Late at Night